# Cratere O'Keeffe
O'Keeffe  è un cratere sulla superficie di Venere. Deve il proprio nome a Georgia O'Keeffe (1887-1986), pittrice statunitense esponente del precisionismo.